# Таиландско-южнокорейские отношения
Таиландско-южнокорейские отношения — двусторонние дипломатические отношения между Таиландом и Республикой Корея (Южной Кореей).

## История
Государства установили дипломатические отношения 1 октября 1958 года.
Во время Корейской войны Таиланд был второй страной, после США, отправившей войска в количестве более 10 000 человек для поддержки Южной Кореи. Потери Таиланда составили 137 убитых и более 300 раненых солдат.

## Торговля
В 2017 году министерство промышленности Таиланда сообщило, что в 2017 году объём товарооборота составил сумму 11,7 млрд долларов США. По состоянию на 2020 год 400 южнокорейских компаний инвестировали средства в экономику Таиланда, а объём товарооборота между государствами составил сумму около 15 миллиардов долларов США (470 миллиардов тайских бат).

## Культурные связи
С 2015 года популярность корейских поп-групп и телевизионных дорам в Таиланде возросла до такой степени, что в тайском языке появилась фраза «корейская волна» для объяснения этого явления. K-pop, в частности, повлиял на тайскую кухню, моду и интерес к пластической хирургии.